# Koilwar
Koilwar è una città dell'India di 19.925 abitanti, situata nel distretto di Bhojpur, nello stato federato del Bihar. In base al numero di abitanti la città rientra nella classe IV (da 10.000 a 19.999 persone).

## Geografia fisica
La città è situata a 25° 34' 60 N e 84° 47' 60 E e ha un'altitudine di 39 m s.l.m..

## Società

### Evoluzione demografica
Al censimento del 2001 la popolazione di Koilwar assommava a 19.925 persone, delle quali 12.145 maschi e 7.780 femmine. I bambini di età inferiore o uguale ai sei anni assommavano a 3.802, dei quali 1.999 maschi e 1.803 femmine. Infine, coloro che erano in grado di saper almeno leggere e scrivere erano 10.945, dei quali 6.712 maschi e 4.233 femmine.